# The Chessmen of Mars
The Chessmen of Mars is een science fantasy boek van de Amerikaanse schrijver Edgar Rice Burroughs. Het is het vijfde deel uit de Barsoom-serie. Het verhaal werd voor het eerst gepubliceerd van 18 februari t/m 25 maart 1922 in Argosy All-Story Weekly als zesdelig vervolgverhaal. 

## Inhoud
Centraal in het verhaal staat Tara, de dochter van John Carter en Dejah Thoris. Tijdens een feest in het paleis van haar vader leert ze Gahan, de Jed van de rijke stad Gathol, kennen. Hij probeert haar het hof te maken, maar ze moet niks van hem weten. 

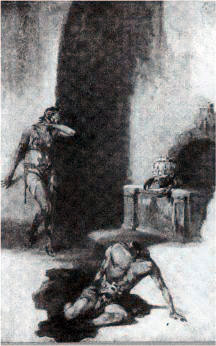
Tara ontmoet de Kaldane-koning die middels hypnose een Rykor bestuurt.

De volgende dag besluit Tara een tochtje te gaan maken met haar persoonlijke luchtschip, terwijl Gahan weer naar Gathol vertrekt. Beide schepen komen echter terecht in een zware storm. Tara stort ver van Helium neer in de vallei Bantoom. Deze tot op heden onbekende vallei wordt bewoond door de Kaldanes, wezens die eruitzien als enorme hoofden op kleine, krabachtige poten, en Rykors, wezens die eruitzien als Rode Martianen, maar dan zonder hoofd. Tara wordt door de Kaldanes gevangen en leert veel over hun gemeenschap; de Kaldanes streven ernaar om het “perfecte brein” te worden, en zijn al op het punt dat hun lichaam zonder zuurstof kan overleven. De Rykors zijn door hen gefokt om als lastdieren en voedsel te dienen. Een Kaldane kan indien nodig op een Rykor klimmen en diens motoriek overnemen. Tezamen lijken ze dan net een Rode Martiaan. Een van de Kaldanes, Ghek, is bijzonder geïnteresseerd in Tara, en dan met name haar zangkunst. Zijn obsessie voor haar maakt dat hij gevoelens gaat koesteren; iets dat voor de Kaldanes uit den boze is. Zowel Tara als Ghek worden ter dood veroordeeld.
Tijdens dezelfde storm valt Gahan overboord, en na een lange voetreis belandt hij ook in Bantoom. Wanneer hij ontdekt dat Tara daar ook is, spant hij samen met Ghek om haar te bevrijden. De drie weten te ontkomen in Tara’s beschadigde luchtschip. Ghek heeft bovendien een sterke Rykor gestolen tijdens de vluchtpoging. Tara herkent Gahan aanvankelijk niet, en daar hij weet hoe ze zijn avances afwees de vorige keer doet hij zich voor als een panthan (een huurling) genaamd Turan.
Het drietal komt vervolgens terecht in Manator, een afgelegen stad die technologisch ver achterloopt op de rest van Barsoom. Zo kent de bevolking hier nog geen vuurwapens en luchtschepen. Wanneer Gahan de stad insluipt om voedsel te zoeken, wordt hij in een hinderlaag gelokt. Ook Ghek en Tara worden gevangen, maar Ghek kan dankzij zijn geringe lengte makkelijk zijn cel verlaten en Gahan opzoeken. Hij voorziet Gahan van cruciale informatie omtrent de stad. Gahan zelf ontmoet in gevangenschap A-Kor, de zoon van O-Tar, de tiran die over Manator heerst. 
De drie worden uiteindelijk voorgeleid aan O-Tar, en Tara wordt tot prijs gemaakt voor de eerstvolgende spelen. Deze spelen bestaan uit een wedstrijd Jetan, de Martiaanse equivalent van het schaakspel, gespeeld met levende stukken. Gahan biedt zich aan als aanvoerder van een van de teams, en weet met zijn team de spelen te winnen. O-Tar weigert echter Tara af te staan en laat haar weer opsluiten. Gahan kan ontkomen door zich te verstoppen in een verlaten kamer van O-Tar’s paleis. Deze kamer durft niemand binnen te gaan sinds de machtige Jeddak O-Mai er stierf, aangezien volgens de verhalen zijn geest er nog altijd rond zou dwalen. Gahan besluit hier zijn voordeel mee te doen. Hij laat een gerucht rondgaan dat O-Tar een lafaard is, waardoor hij al snel uitgedaagd wordt door zijn volgelingen om de kamer van O-Mai  binnen te gaan. O-Tar stemt met zware tegenzin toe, maar wordt in de kamer overmeesterd door Gahan. Hij neemt vervolgens O-Tar’s plaats in tijdens de huwelijksceremonie met Tara, terwijl in de rest van de stad de slaven in opstand komen. A-Kor grijpt de macht en tegen de tijd dat O-Tar weer ten tonele verschijnt, is de stad al gevallen. Hij pleegt zelfmoord. Kort hierop arriveren troepen uit Helium en Gathol en maakt Gahan eindelijk bekend aan Tara wie hij werkelijk is. Samen met Ghek keren de twee terug naar Helium.

## Achtergrond
Edgar Rice Burroughs schreef The Chessmen of Mars tussen 7 januari en 12 november 1921. Voor het schrijven van het verhaal maakte Burroughs een draaiboek met 70 artikelen over de architectuur, locaties, voertuigen, wapens en geografie van Barsoom. 
Naast Thuvia, Maid of Mars is The Chessmen of Mars een van de twee boeken uit de Barsoomreeks waarin filosofische onderwerpen zijn verwerkt, in dit geval de Kaldanes en de Rykor. De Kaldanes streven ernaar om het perfecte brein te worden, en zonder lichaam of organen te kunnen leven, terwijl de Rykor feitelijk alleen lichamen zijn zonder brein. De Kaldenes zijn verder emotieloos en hebben een superioriteitscomplex, wat hun ondanks hun intelligentie zeer inefficiënt maakt. Hierbij wordt de vraag gesteld of een balans tussen lichaam en geest wellicht beter is dan enkel te richten op intelligentie.

## Jetan

Een Jetanbord

Burroughs was een fan van het schaakspel, en bedacht mede daarom een Martiaanse variant van dit spel genaamd Jetan. Het boek geeft een gedetailleerde beschrijving hoe Jetan gespeeld wordt. Dit heeft veel lezers geïnspireerd tot het maken van hun eigen Jetanspel. Op 6 augustus 1922 ontving Burroughs een brief van Elston B. Sweet, een man die een gevangenisstraf uitzat in de Leavenworth Prison. Hij en een medegevangene hadden op basis van de omschrijving in The Chessmen of Mars zelf een Jetanbord en bijbehorende stukken in elkaar  geknutseld, en het spel was nadien snel populair geworden onder de gevangenen. Burroughs schreef Sweet een  brief terug om te vertellen dat zijn versie de eerste echt bestaande versie van Jetan was.